# 巫溪古城墙
巫溪古城墙，即原大宁县城墙，位于中国重庆市巫溪县城厢镇。始建于明正德年间，光绪年间重修，开四门，东为宾作门，南为阜时门，西为宣成门，北为拱辰门。现有北门至东门到南门沿河800余米的一段保存较好。2019年2月27日公布为第三批重庆市文物保护单位。